# Port7
Port7 je multifunkční komplex v Praze 7 Holešovicích, který od února 2021 do druhého čtvrtletí roku 2023 stavěla společnost Skanska mezi nádražím Praha-Holešovice a Vltavou. Port7 zahrnuje celkem 35 000 m² komerčních ploch, z toho 31 000 m² kanceláří třídy A a 4 000 m² maloobchodních ploch. Investorem a developerem je Skanska Commercial Development Europe. Autorem architektonického návrhu je studio DAM architekti. Generálním zhotovitelem stavby je Skanska Pozemní stavitelství.
Výstavba byla zahájena v únoru 2021 a v červenci 2022 byl dokončena hrubá stavba. Port7 se stane sídlem společností Skupina Direct (Direct pojišťovna, Fidoo, Direct auto a Direct nadace), Scott&Weber a Očního centra Praha.
V březnu 2023 byl Port7 kolaudován a následně se do něj nastěhovali první nájemci - klinika Oční centrum Praha a společnost MantaTools.

## Popis
Port7 se staví na místě bývalé betonárky u Trojského mostu. Zahrnuje výstavbu tří administrativních budov, mezi kterými vznikne piazzetta Port7 s obchody, restauracemi, kavárnami, bistry a provozovnami drobných služeb. Součástí projektu je také veřejný park o celkové rozloze téměř 2 hektarů, kde Skanska vybuduje promenádu podél řeky, cyklostezku, sportovní hřiště a přístaviště pro malé lodě.
Piazzetta Port7 je propojena pěším koridorem, prodloužením nádražního podchodu, s nástupišti a odbavovacím prostorem nádraží a tudy i se stanicí metra Nádraží Holešovice.